# Streptocarpus pole-evansii
Streptocarpus pole-evansii är en tvåhjärtbladig växtart som beskrevs av Frans Verdoorn. Streptocarpus pole-evansii ingår i släktet Streptocarpus och familjen Gesneriaceae. Inga underarter finns listade i Catalogue of Life.